# Billy Hinsche
Billy Hinsche, de son vrai nom William Hinsche (né le 29 juin 1951 à Manille (Philippines) et mort le 20 novembre 2021), est un musicien américain qui faisait partie du groupe de musique Dino, Desi & Billy.
Il a aussi effectué des tournées avec les Beach Boys.